# Jo Butterfield
Pour les articles homonymes, voir Butterfield.
Joanna Shuni Butterfield, née le 19 mars 1979, est une athlète handisport britannique en lancer de massue et de disque F51.

## Biographie
Butterfield est née dans le Yorkshire, en Angleterre, en 1979, mais déménage très jeune à Glasgow, en Écosse. En 2011, on lui diagnostique une tumeur à la colonne vertébrale, ce qui entraîne une paralysie de ses membres en dessous de la taille.

## Carrière sportive
Pendant sa rééducation dans une unité de soins à Glasgow, Butterfield est initiée au rugby en fauteuil roulant. Début 2012, elle rejoint les Caledonian Crushers, dont elle devient ensuite vice-capitaine,. C'est en assistant aux épreuves d'athlétisme handisport aux Jeux paralympiques d'été de 2012 qu'elle décide de quitter le rugby en fauteuil et de se tourner vers cette discipline et débute le lancer du poids en 2014.
En 2014, Butterfield est classée dans la catégorie F51 et débute les compétitions régionales dans les épreuves de lancer du disque et du lancer de massue. En août de la même année, elle est sélectionnée pour faire partie de l'équipe de Grande-Bretagne aux Championnats d'Europe d'athlétisme handisport 2014. Elle participe au lancer de massue F32/51 et établit un nouveau record européen avec un lancer à 17,68 m remportant la médaille d’or devant ses compatriotes Josie Pearson (en) et Gemma Prescott (en). Cette saison-là, elle participe également aux championnats du SDS à Perth et réalise des records personnels au disque (9,79 m) et à la massue (19,50 m), remportant ainsi la médaille d’or dans les deux disciplines.
L'année suivante, Butterfield se rend à Dubaï pour participer au Fazaa International, le premier Grand Prix handisport de l'année. Lors du lancer du disque F32/33/51, elle lance à 8,87 m pour remporter la compétition et bat le précédent record européen F51 de 27 centimètres. Elle améliore également son record européen à la massue avec un lancer à 19,69 m qui lui vaut de remporter l'or là aussi. En juillet, Butterfield participe à son troisième Grand Prix handisport de l'année, qui se déroule au parc olympique de Londres. Un lancer de massue à 21,50 m lui donne non seulement le titre, mais lui permet d’améliorer son record européen en l’amenant à 40 cm du record du monde de l'américaine Rachael Morrison. Morrison est la principale rivale de Butterfield lorsque les deux femmes se rencontrent aux Championnats du monde d'athlétisme 2015 à Doha. Lors du lancer de massue, Butterfield lance à 21,44 m pour établir un record de championnat et laisser sa rivale américaine sur la deuxième marche du podium. Mais c'est Morrison qui remporte le titre du lancer du disque T52. Butterfield termine troisième derrière Morrison et la Mexicaine Leticia Ochoa Delgado. Le lancer de Butterfield, qui atteint les 8,96 m constitue un nouveau record européen en catégorie F51.
En 2016, elle conserve son titre européens lors des Championnats qui se tiennent à Grosseto en Italie avant de battre le record du monde en lancer de massue F51 et de remporte le titre de championne paralympiques lors des Jeux de Rio. Butterfield est nommée membre de l'Ordre de l'Empire britannique (MBE) lors de la cérémonie du Nouvel An 2017 pour services rendus en athlétisme.